# Bistum Fresno

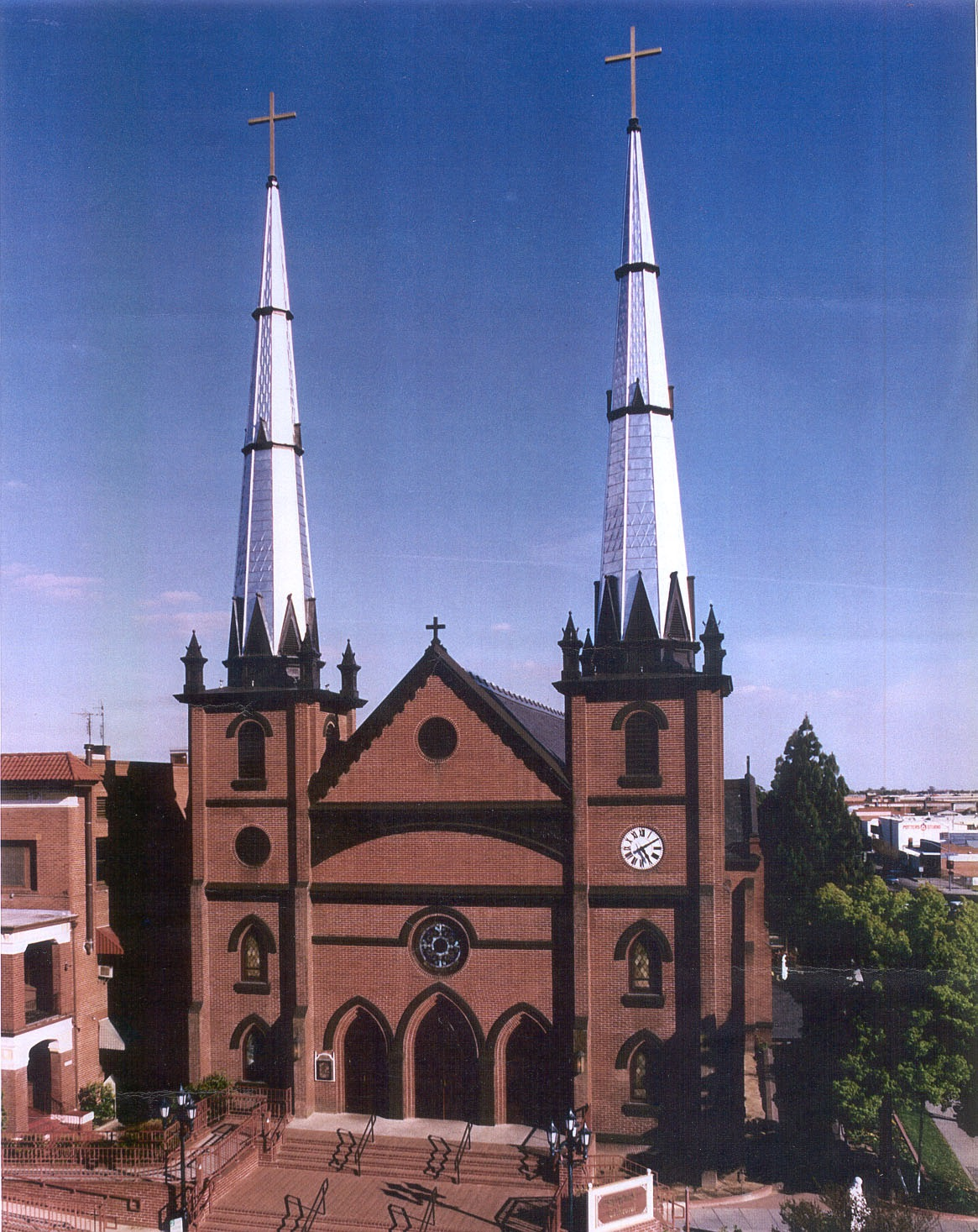
Kathedrale: Saint John the Baptist in Fresno

Das Bistum Fresno (lateinisch Dioecesis Fresnensis, englisch Diocese of Fresno) ist eine in den Vereinigten Staaten gelegene Diözese der römisch-katholischen Kirche mit Sitz in Fresno, Kalifornien.

## Territorium
Das Bistum Fresno setzt sich aus den Countys Fresno, Inyo, Kern, Kings, Madera, Merced, Mariposa und Tulare zusammen. Innerhalb der Bischofskonferenz der Vereinigten Staaten ist es der Region XI zugeordnet, die die Bundesstaaten Kalifornien, Hawaii und Nevada umfasst.

## Geschichte
Das Bistum wurde am 6. Oktober 1967 aus einer Gebietstrennung des seit 1922 bestehenden Bistums Monterey-Fresno heraus gegründet. Zum ersten Bischof der Diözese wurde Timothy Manning ernannt. Das damals festgelegte Gebiet des Bistums hat sich seitdem nicht verändert. Die Zahl der Katholiken betrug bei der Gründung ungefähr 307.000.
Im Jahr 2010 lag die Zahl der Katholiken im Bistum bei geschätzt 1.084.000, der Anteil an der Gesamtbevölkerung betrug 39 %.

## Patrone
Die Patronin des Bistums ist die heilige Therese von Lisieux, eine Ordensfrau, die 1897 verstorben war und heute als Kirchenlehrerin verehrt wird. Papst Pius XI. sprach sie 1925 heilig. Während eines Besuchs in Rom kurz vor der Heiligsprechung bat der Bischof des damaligen Bistums Monterey-Fresno, John Bernard MacGinley, den Heiligen Vater darum, Therese von Lisieux zur Patronin der Diözese zu ernennen. Da jedoch noch keine Kirche in der Diözese der Heiligen geweiht war, dies aber eine Voraussetzung für die Vergabe des Patronats war, benannte der Bischof eine neu entstandene Gemeinde in Fresno in St. Thérèse of the Child Jesus um.
Mit dem heiligen Columban von Iona verfügt die Diözese über einen weiteren, zweitrangigen Patron. Er war ein irischer Mönch, der im Jahr 597 starb. Columban wirkte als Missionar in Schottland.
Als Schutzpatronin der Stadt Fresno selbst fällt darüber hinaus der Märtyrin Agnes von Rom besondere Verehrung zu. Nach ihr ist auch ein Krankenhaus in Fresno benannt.

## Bischöfe von Fresno
- Timothy Manning (1967–1969, dann Erzbischof von Los Angeles, Kalifornien; † 1989)
- Hugh Aloysius Donohoe (1969–1980; † 1987)
- José de Jesús Madera Uribe MSpS (1980–1991, dann Weihbischof im US-amerikanischen Militärordinariat)
- John Steinbock (1991–2010; † 2010)
- Armando Xavier Ochoa (2011–2019)
- Joseph V. Brennan (seit 2019)

## Weihbischöfe
- Roger Michael Mahony (1975–1980)